# Gaius Iulius Vindex
Gaius Iulius Vindex byl římský senátor galského původu a legát císaře Nerona v Lugdunské Galii. Využil nespokojenosti Galů s vysokými daněmi, které od nich tvrdě vymáhali Neronovi úředníci, a roku 68 proti němu inicioval povstání. Nezamýšlel se však stát císařem, neboť si patrně uvědomoval, že by kvůli svému barbarskému původu byl pro Římany nepřijatelný, a proto si za císaře vybral správce provincie Hispania Tarraconensis Servia Sulpicia Galbu.
Vindikovo povstání vyrazil potlačit správce Horní Germánie Lucius Verginius Rufus. Obě vojska se střetla u města Vesontio (dnešní Besançon). Mezi oběma veliteli probíhala jednání, přičemž historik Cassius Dio uvádí, že se Vindikovi podařilo Rufa pro svou věc získat. Když však chtěl vpochodovat do Vesontia, které předtím Rufus obléhal, Rufovi vojáci se domnívali, že táhne proti nim, načež na něj z vlastního popudu zaútočili a nicnetušící Vindikovo vojsko zmasakrovali. Vindex byl zdrcen a následně spáchal sebevraždu.